# NGC 6642
NGC 6642 is een bolvormige sterrenhoop in het sterrenbeeld Boogschutter. Het hemelobject werd op 7 augustus 1784 ontdekt door de Britse astronoom William Herschel.

## Synoniemen
- GCl 97
- ESO 522-SC32